# Резолюция Совета Безопасности ООН 49
Резолюция Совета Безопасности ООН 49 была принята 22 мая 1948 года во время арабо-израильской войны 1947—1949 годов.
Как итог, для разрешения этого вопроса СБ ООН предписывал Комиссии по перемирию в Палестине доложить Совету о соблюдении этой резолюции всеми участниками и сторонами конфликта.

## Контекст и решения
Во время разгара войны между Верховным арабским комитетом с одной стороны и Еврейским агентством в арабо-израильской войне 1947—1949 гг., Совет Безопасности ООН предпринимал множество попыток улаживания ситуаций посредством подписаний многих резолюций (42, 46, 48 и так далее). Тем не менее, эти резолюции не возымели должного эффекта на устранение продолжающегося конфликта, поэтому на 302 встрече Совет Безопасности объявил, что он:
- призывает все правительства и власти без ущерба для прав, притязаний и положения за интересованных сторон приостановить военные действия в Палестине и с этой целью отдать своим военным и полувоенным силам приказание о прекращении огня, каковое приказание вступает в силу в 36-часовой срок, считая с полуночи 22 мая 1948 года по нью-йоркскому стандартному времени;
- поручает Комиссии по перемирию, учреждённой на основании резолюции 48 (1948) Совета Безопасности от 23 апреля 1948 года, представить Совету Безопасности доклад о выполнении двух предыдущих пунктов настоящей резолюции
- призывает все заинтересованные стороны облегчить всеми имеющимися в их распоряжении средствами задачу Посредника Организации Объединённых Наций.

## Голосование
Резолюция 49 была принята 8 голосами «за». При этом 3 члена ООН воздержались в голосовании: Сирийская Арабская Республика, СССР и Украинская ССР.